# Ketten

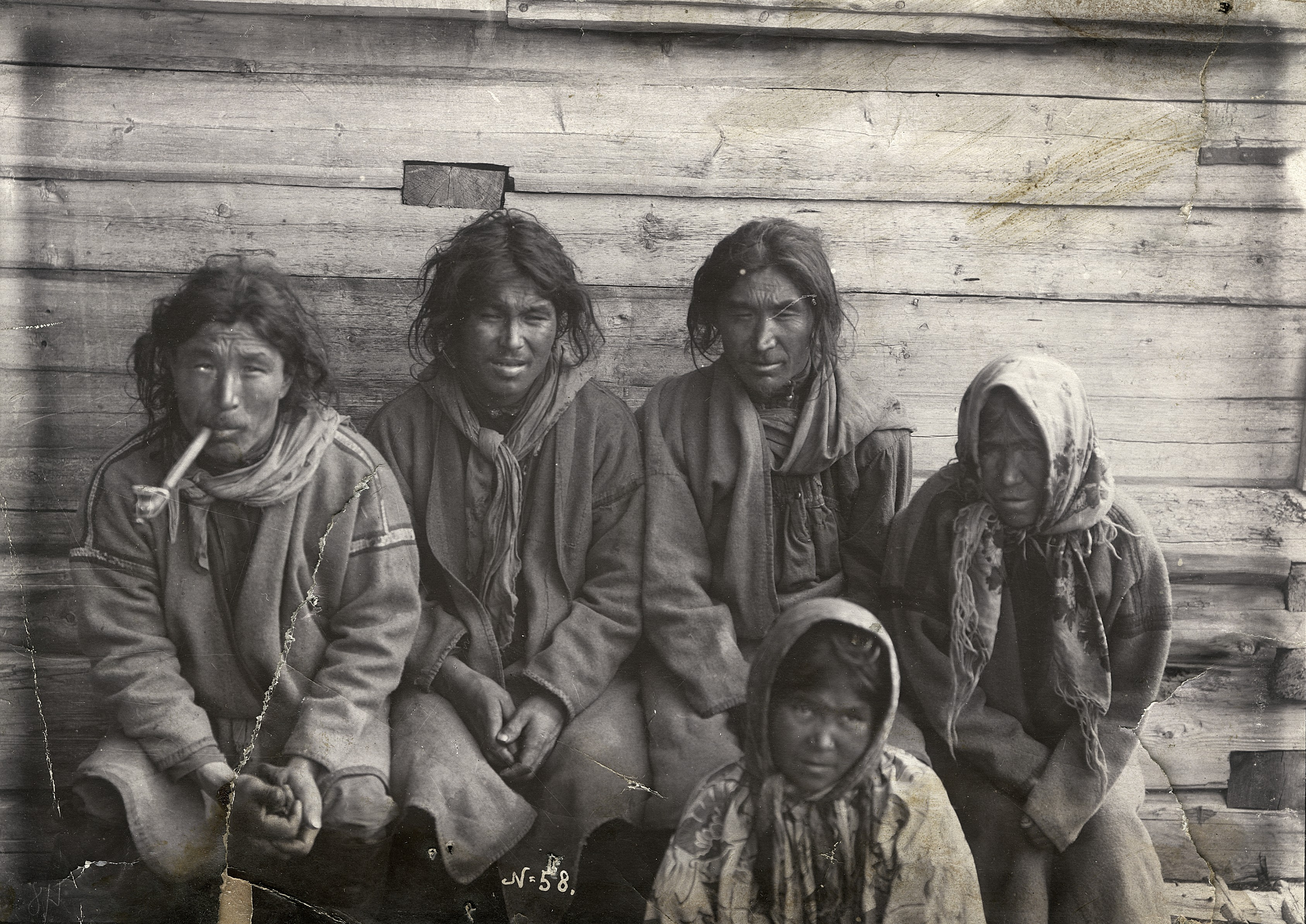
Kettisch gezin begin 20e eeuw

De Ketten (Ket: кето, кет, Russisch: Кеты) zijn een volk uit centraal Siberië. In tsaristisch Rusland werden zij, net als alle andere Siberische volkeren, Ostjaken genoemd; later kwam de specifiekere benaming Jenisej-Ostjaken in gebruik, naar de rivier de Jenisej die door het woongebied van de Ketten richting Noordelijke IJszee stroomt. De Ketten wonen vooral in de kraj (territorium) Krasnojarsk.
De naam van het volk is afkomstig van het woord dat in hun eigen taal "mens" betekent. Volgens de volkstelling van 2002 leven er nog 1494 etnische Ketten, waarvan ongeveer 40 procent het Ket nog als moedertaal spreekt. Bij de volkstelling van 2010 bedroeg hun aantal 1219.
In 2010 waren er 213 sprekers van het Ket.

## Afkomst
Genetisch onderzoek onder de Ketten toont een verwantschap met de Amerikaanse Indianen. Onder de Ketten komt namelijk de haplogroep Q veel voor, een zijtak van haplogroep P, waaruit de conclusie getrokken kan worden dat ze verwant zijn aan de Siberische voorouders van de paleo-indianen, waarvan een deel de Beringzee overstak om zich in Noord-Amerika te vestigen. Deze Oud Paleo-Siberisch genoemde populatie ontstonden uit een vermenging van een archaïsche Oost-Aziatische bevolking en rond 38% van een uit Siberië afkomstig Oud Noord-Euraziatisch genoemd element, die 14 tot 15.000 jaar geleden via Beringië het continent binnentrok.
Daarnaast is er een specifieke verwantschap met de indiaanse volkeren die Na-Denétalen spreken. Deze verwantschap gaat echter niet terug tot de eerste paleo-indiaanse kolonisatie, maar is het gevolg van latere migraties vanuit Noordoost-Azië naar zowel Siberië als Noord-Amerika (Paleo-Eskimo's, ca. 8000-5000 v.Chr.)
Qua uiterlijk en lichaamsbouw houden de Ketten het midden tussen de Mongolide en Oeraalse volkeren. De kleur van huid en ogen is licht vergeleken met Mongolide volkeren, maar donker als ze vergeleken wordt met die van de oorspronkelijke bewoners van het Oeralgebergte. Ten opzichte van andere mensen uit het gebied zijn ze vrij klein en is hun lichaamsbouw gedrongen.

## Cultuur
Oorspronkelijk zijn de Ketten aanhangers van het sjamanisme. Zij geloofden dat de hele wereld bevolkt werd door een groot aantal goede en slechte geesten. De grote goede geest (Es) was de geest van de lucht, en zijn vrouw, de grote slechte geest (Hosedam) was de geest van de aarde. Daarnaast werden ook beren aanbeden, en ieder dorp aanbad het dier dat op hun totem afgebeeld stond, vaak een koekoek. Na de dood werd een Ket samen met enkele persoonlijke eigendommen begraven. Als de dode een hond had, dan werd deze soms ook gedood en meebegraven.
De Ketten hadden ook een eigen muziekinstrument, de pymel (of poemyl, pymyl), dat zich het best laat vergelijken met een mondharp.
| Jaar | Aantal |
| ---- | ------ |
| 1926 | 1.428  |
| 1939 | 1.017  |
| 1959 | 1.019  |
| 1970 | 1.182  |
| 1979 | 1.122  |
| 1989 | 1.113  |
| 2002 | 1.494  |
| 2010 | 1.219  |

## Geschiedenis
De Ketten werden onderworpen door de Russen in de 17e eeuw, en moesten vanaf dat moment jasak (bontbelasting) gaan betalen. Kozakken uit de stad Mangazeja bouwden in 1607 een fort bij het dorpje Imbat, waar de belasting moest worden voldaan. Bont was in die tijd het belangrijkste handelsproduct voor de Ketten, die verder leefden van visserij en de jacht.
Het kwam nauwelijks tot verzet tegen de nieuwe overheersers, omdat de Russen veel mensen naar andere delen van hun rijk deporteerden, vooral naar het land van de Selkoepen. Daarnaast lieten de Russen de Ketten breken met hun strikt patriarchale systeem en sjamanisme. Door deze maatregelen was de sociale cohesie al snel verdwenen, een effect dat nog versterkt werd doordat veel mensen stierven aan ziektes veroorzaakt door virussen die met de Russen waren meegelift (vooral tyfus en pokken) en waartegen de Ketten geen enkele weerstand hadden. Het kwam ook tot ernstige voedseltekorten en hongersnood.
Met de komst van de sovjets kwam ook de collectivisatie. Oude tradities werden onderdrukt en de Ketten, die in die tijd nog steeds voor een groot deel nomaden waren, werden verplicht om zich permanent te gaan vestigen. Alle Ketten die in een bepaald gebied leefden, vaak als nomaden, werden verplicht om te gaan wonen in een kolchoz, genoemd naar Stalin in de buurt van de nederzetting Tsjorny ostrov.
In 1950 was de collectivisatie voltooid; alle Ketten woonden nu in huizen die in Russische stijl gebouwd waren. De kinderen gingen naar scholen waar ze les kregen volgens het Russische systeem, en ze leerden er de Russische taal spreken. Via de staatswinkels kregen de Ketten zelfs de Russische eetgewoontes (meer groenten en aardappelen en minder vlees en vis) opgelegd.